# Oberhergheim
Pour l’article homonyme, voir Niederhergheim.
Oberhergheim [obəʁɛʁkaɪm] est une commune française rurale située dans la circonscription administrative du Haut-Rhin et, depuis le 1er janvier 2021, dans le territoire de la Collectivité européenne d'Alsace, en région Grand Est.
Cette commune se trouve dans la région historique et culturelle d'Alsace.
Ses habitants sont appelés les Oberhergheimois et les Oberhergheimoises.

## Géographie
Oberhergheim fait partie du canton d'Ensisheim et de l'arrondissement de Thann-Guebwiller. Les communes qui l'entourent sont Niederentzen, Biltzheim, Niederhergheim, Oberentzen et Sainte-Croix-en-Plaine. La grande ville la plus proche est Colmar, distante de 15 kilomètres.
Le parc naturel régional des Ballons des Vosges se trouve à environ 8 kilomètres de la commune.
|           | Niederhergheim | Dessenheim   |
| Rouffach  | Oberhergheim   | Rustenhart   |
| Biltzheim |                | Niederentzen |

### Hydrographie

#### Réseau hydrographique
La commune est dans le bassin versant du Rhin au sein du bassin Rhin-Meuse. Elle est drainée par l'Ill, la Vieille Thur et le canal Vauban,.
L'Ill, d'une longueur de 217 km, prend sa source dans la commune de Winkel et se jette  dans le Grand Canal d'Alsace à Offendorf, après avoir traversé 68 communes. 

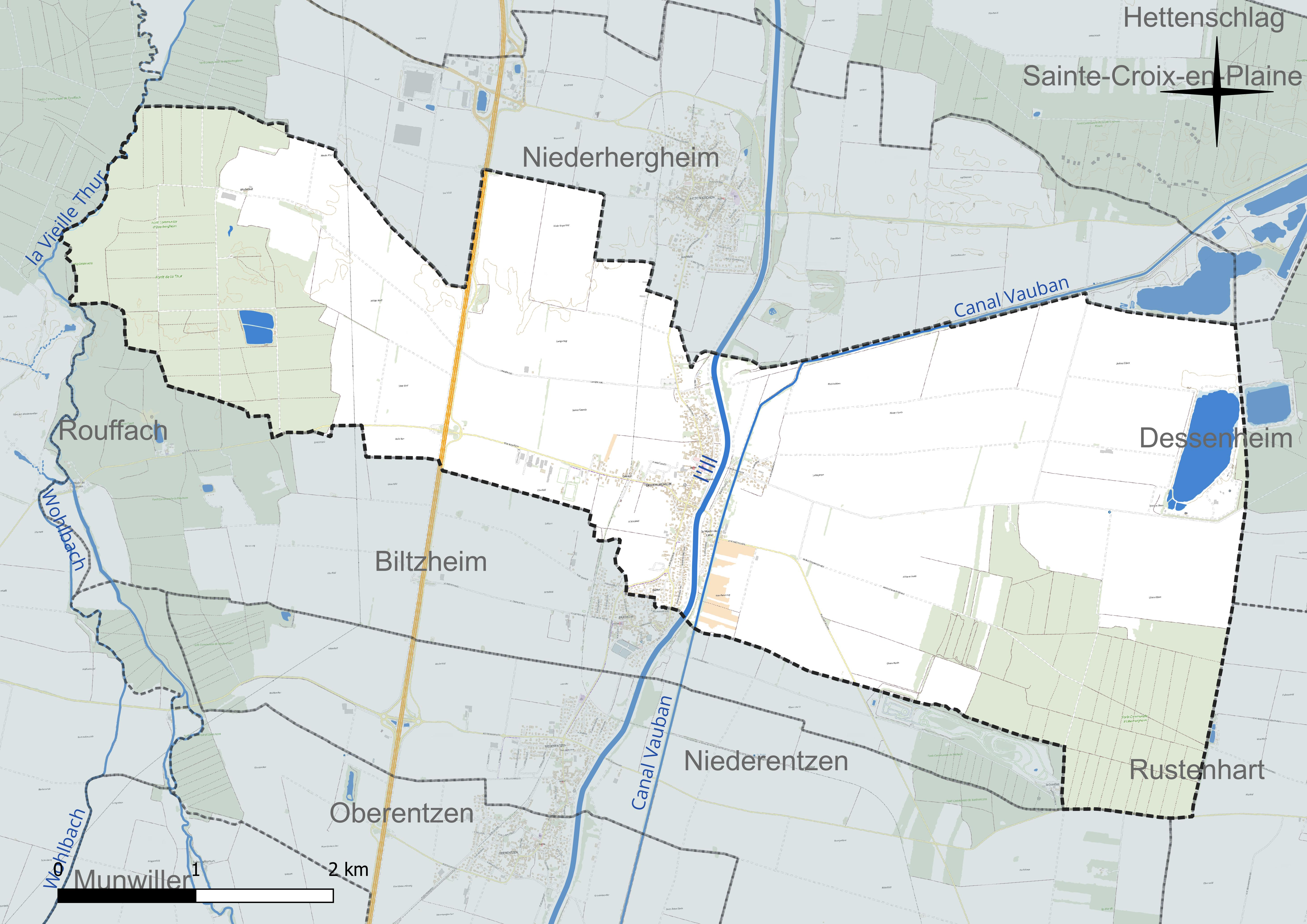
Réseau hydrographique d'Oberhergheim.

La Vieille Thur, d'une longueur de 26 km, prend sa source dans la commune de Pulversheim et se jette  dans la Lauch à Eguisheim, après avoir traversé 13 communes. 
Le canal Vauban, d'une longueur de 24 km, prend sa source dans la commune de Ensisheim et se jette  dans la rigole de Widensohlen à Neuf-Brisach, après avoir traversé 14 communes. 

#### Gestion et qualité des eaux
Le territoire communal est couvert par le schéma d'aménagement et de gestion des eaux (SAGE) « Ill Nappe Rhin ». Ce document de planification concerne la nappe phréatique rhénane, les cours d'eau de la plaine d'Alsace et du piémont oriental du Sundgau, les canaux situés entre l'Ill et le Rhin et les zones humides de la plaine d'Alsace. Le périmètre s’étend sur 3 596 km2. Il a été approuvé le 17 janvier 2005. La structure porteuse de l'élaboration et de la mise en œuvre est la région Grand Est. 
La qualité des cours d’eau peut être consultée sur un site dédié géré par les agences de l’eau et l’Agence française pour la biodiversité. 

### Climat
Pour des articles plus généraux, voir Climat du Grand Est et Climat du Haut-Rhin.
En 2010, le climat de la commune est de type climat océanique altéré, selon une étude du Centre national de la recherche scientifique s'appuyant sur une série de données couvrant la période 1971-2000. En 2020, Météo-France publie une typologie des climats de la France métropolitaine dans laquelle la commune est exposée à un climat semi-continental et est dans une zone de transition entre les régions climatiques « Vosges » et « Alsace ». 
Pour la période 1971-2000, la température annuelle moyenne est de 10,5 °C, avec une amplitude thermique annuelle de 17,8 °C. Le cumul annuel moyen de précipitations est de 581 mm, avec 8,2 jours de précipitations en janvier et 8,7 jours en juillet. Pour la période 1991-2020, la température moyenne annuelle observée sur la station météorologique de Météo-France la plus proche, « Colmar-Meyenheim », sur la commune de Meyenheim à 6 km à vol d'oiseau, est de 11,3 °C et le cumul annuel moyen de précipitations est de 595,0 mm. 
La température maximale relevée sur cette station est de 40,9 °C, atteinte le 13 août 2003 ; la température minimale est de −24,8 °C, atteinte le 27 février 1986,,. 
Les paramètres climatiques de la commune ont été estimés pour le milieu du siècle (2041-2070) selon différents scénarios d'émission de gaz à effet de serre à partir des nouvelles projections climatiques de référence DRIAS-2020. Ils sont consultables sur un site dédié publié par Météo-France en novembre 2022.

## Urbanisme

### Typologie
Au 1er janvier 2024, Oberhergheim est catégorisée petite ville, selon la nouvelle grille communale de densité à sept niveaux définie par l'Insee en 2022.
Elle est située hors unité urbaine. Par ailleurs la commune fait partie de l'aire d'attraction de Colmar, dont elle est une commune de la couronne,. Cette aire, qui regroupe 95 communes, est catégorisée dans les aires de 50 000 à moins de 200 000 habitants,.

### Occupation des sols
L'occupation des sols de la commune, telle qu'elle ressort de la base de données européenne d’occupation biophysique des sols Corine Land Cover (CLC), est marquée par l'importance des territoires agricoles (65,5 % en 2018), en diminution par rapport à 1990 (67,4 %). La répartition détaillée en 2018 est la suivante : 
terres arables (64,3 %), forêts (27,1 %), zones urbanisées (4,6 %), eaux continentales (2,6 %), cultures permanentes (1,2 %), espaces verts artificialisés, non agricoles (0,1 %). L'évolution de l’occupation des sols de la commune et de ses infrastructures peut être observée sur les différentes représentations cartographiques du territoire : la carte de Cassini (XVIIIe siècle), la carte d'état-major (1820-1866) et les cartes ou photos aériennes de l'IGN pour la période actuelle (1950 à aujourd'hui).

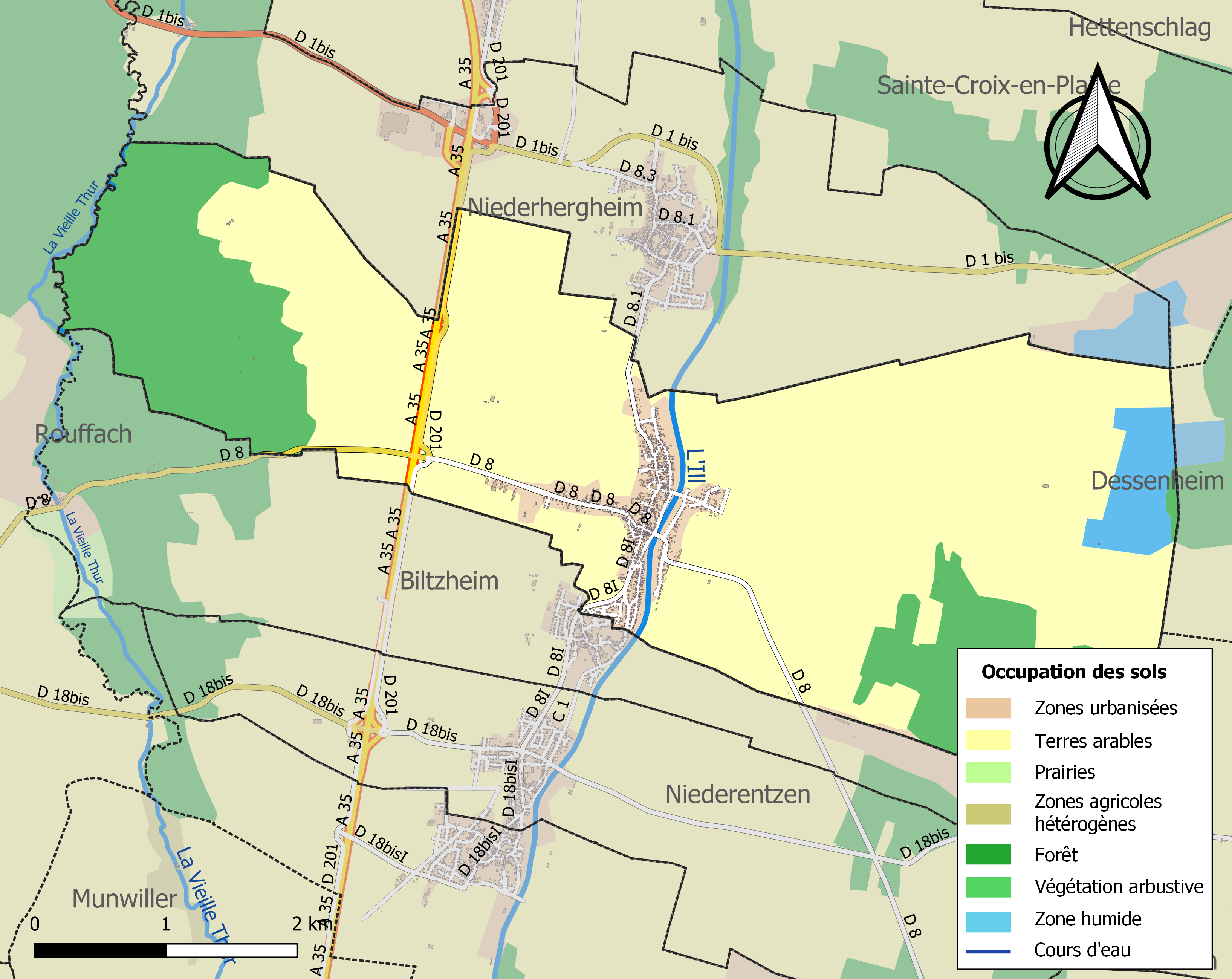
Carte des infrastructures et de l'occupation des sols de la commune en 2018 (CLC).

## Cours d'eau
- L'Ill ;
- Le canal Vauban.

## Histoire
Ce site a été occupé pendant la période gauloise et romaine comme l'attestent d'ailleurs les objets trouvés sur place. 
Au XIIIe siècle le village d'Hergheim est scindé en deux, Niederhergheim et Oberhergheim. À cette époque le village d'Oberhergheim fait partie du domaine de l'abbaye de Murbach et par la suite à la seigneurie des Habsbourg, mais l'abbaye y conserve encore des biens. Il est ensuite concédé aux nobles  de Hattstatt, qui le garde assez longtemps pour le céder à M. Klinglin jusqu'à la Révolution.  
En 1478, Guillaume de Ribeaupierre fait emprisonner trente villageois et exige une rançon pour les libérer. 
En 1585, à l'extinction des Hattstat le domaine passe à leurs héritiers, les Schauenbourg, qui construisent un château considéré comme l'un des plus beaux d'Alsace qui sera remanié au XVIIIe siècle par le prêteur royal François-Joseph de Klinglin et nouveau propriétaire de la famille Klingen. 
Entre 1814 et 1815 les villageois demandent le départ de leur maire, lui reprochant son attitude pendant l'occupation des Alliés. 
Pendant la Seconde Guerre mondiale les Allemands installent un atelier de pièces détachées d'avion. Le village est libéré le 5 février 1945.

### Héraldique
| Blason d'Oberhergheim | Les armes d'Oberhergheim se blasonnent ainsi : « D'argent à la fasce de gueules accompagnée de trois tourteaux de même, deux et un. » |

Les armoiries du village ont été achetées en 1696.

## Politique et administration
| Période                                  | Période                   | Identité                                             | Étiquette | Qualité |
| ---------------------------------------- | ------------------------- | ---------------------------------------------------- | --------- | ------- |
| mars 1971                                | décembre 2002             | Gérard Wiss                                          |           |         |
| janvier 2003                             | mars 2014                 | Paul Hegy                                            |           |         |
| mars 2014                                | En cours (au 31 mai 2020) | Corinne Sick-Thomann Réélue pour le mandat 2020-2026 |           |         |
| Les données manquantes sont à compléter. |                           |                                                      |           |         |

## Démographie
L'évolution du nombre d'habitants est connue à travers les recensements de la population effectués dans la commune depuis 1793. Pour les communes de moins de 10 000 habitants, une enquête de recensement portant sur toute la population est réalisée tous les cinq ans, les populations de référence des années intermédiaires étant quant à elles estimées par interpolation ou extrapolation. Pour la commune, le premier recensement exhaustif entrant dans le cadre du nouveau dispositif a été réalisé en 2005.

En 2022, la commune comptait 1 307 habitants, en évolution de +8,37 % par rapport à 2016 (Haut-Rhin : +0,66 %, France hors Mayotte : +2,11 %).
| 1793  | 1800  | 1806  | 1821  | 1831  | 1836  | 1841  | 1846  | 1851  |
| ----- | ----- | ----- | ----- | ----- | ----- | ----- | ----- | ----- |
| 1 007 | 1 001 | 1 100 | 1 337 | 1 559 | 1 656 | 1 660 | 1 588 | 1 501 |

| 1856  | 1861  | 1866  | 1871  | 1875  | 1880  | 1885  | 1890  | 1895  |
| ----- | ----- | ----- | ----- | ----- | ----- | ----- | ----- | ----- |
| 1 560 | 1 661 | 1 610 | 1 559 | 1 386 | 1 431 | 1 286 | 1 191 | 1 072 |

| 1900  | 1905  | 1910  | 1921 | 1926  | 1931  | 1936 | 1946 | 1954 |
| ----- | ----- | ----- | ---- | ----- | ----- | ---- | ---- | ---- |
| 1 077 | 1 054 | 1 042 | 971  | 1 002 | 1 041 | 973  | 869  | 809  |

| 1962 | 1968 | 1975 | 1982 | 1990  | 1999  | 2005  | 2006  | 2010  |
| ---- | ---- | ---- | ---- | ----- | ----- | ----- | ----- | ----- |
| 874  | 894  | 903  | 957  | 1 071 | 1 102 | 1 151 | 1 161 | 1 176 |

| 2015  | 2020  | 2022  | - | - | - | - | - | - |
| ----- | ----- | ----- | - | - | - | - | - | - |
| 1 204 | 1 266 | 1 307 | - | - | - | - | - | - |

## Lieux et monuments

### Église Saint-Léger
L'église se trouve sur le même emplacement que l'ancien édifice mentionné dès le XIIIe siècle ayant appartenu à l'abbaye de Murbach. En 1811 le clocher de cette très vétuste église menace de s'écrouler. La construction d'une nouvelle église est alors envisagée. Cependant les travaux ne commenceront que bien plus tard pour des raisons budgétaires. La nouvelle église Saint-Léger est finalement élevée en 1844 sous la direction de M. Laubser, architecte à Colmar. Les frais de construction se sont montés à 142 000 francs. À l'époque, le village qui comptait 1664 habitants était essentiellement de confession catholique. On y dénombre cependant 43 israélites. Le bâtiment est une belle église à colonnes de l'ordre dorique et à trois nefs. L'église Saint-Léger accueille une statue de procession de la Vierge à l'Enfant dont certains éléments ont disparu. le maître-autel est orné d'un tableau représentant Saint-Léger recevant la palme du martyr. Sur cette peinture qui date probablement de la première moitié du XIVe siècle on aperçoit l'ancienne église telle qu'elle existait à l'époque. L'autel latéral nord possède un tableau reproduisant la mort de Saint Joseph où le saint apparaît sous les traits d'un vieillard, assisté par le Christ et la Vierge. Elle abrite des vitraux réalisés en 1886 qui représentent les 14 saints guérisseurs ou auxiliaires. Son orgue, fabriqué en 1853 par Claude-Ignace Callinet, a été classé Monument historique en 1977, pour sa partie instrumentale.

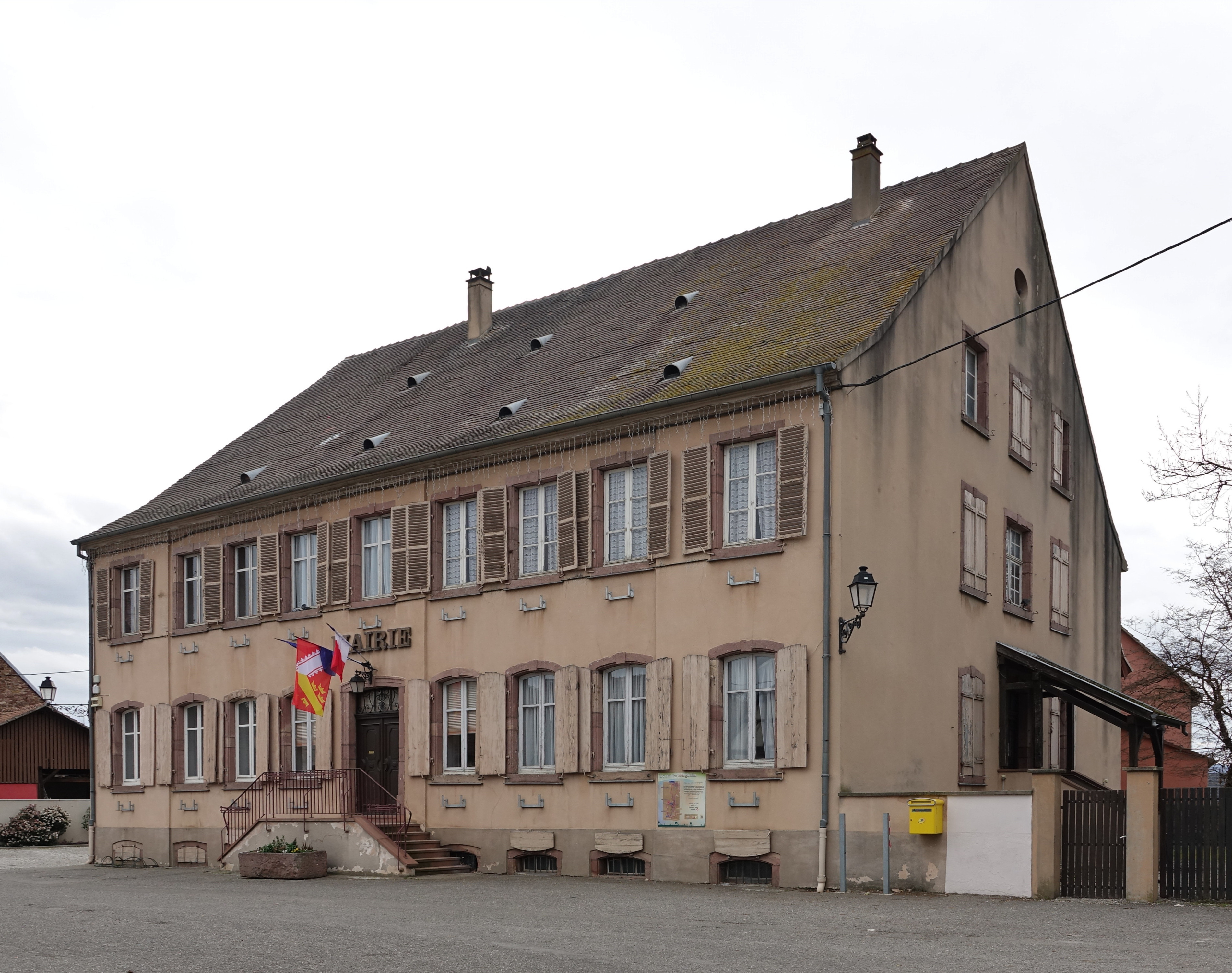
La mairie.
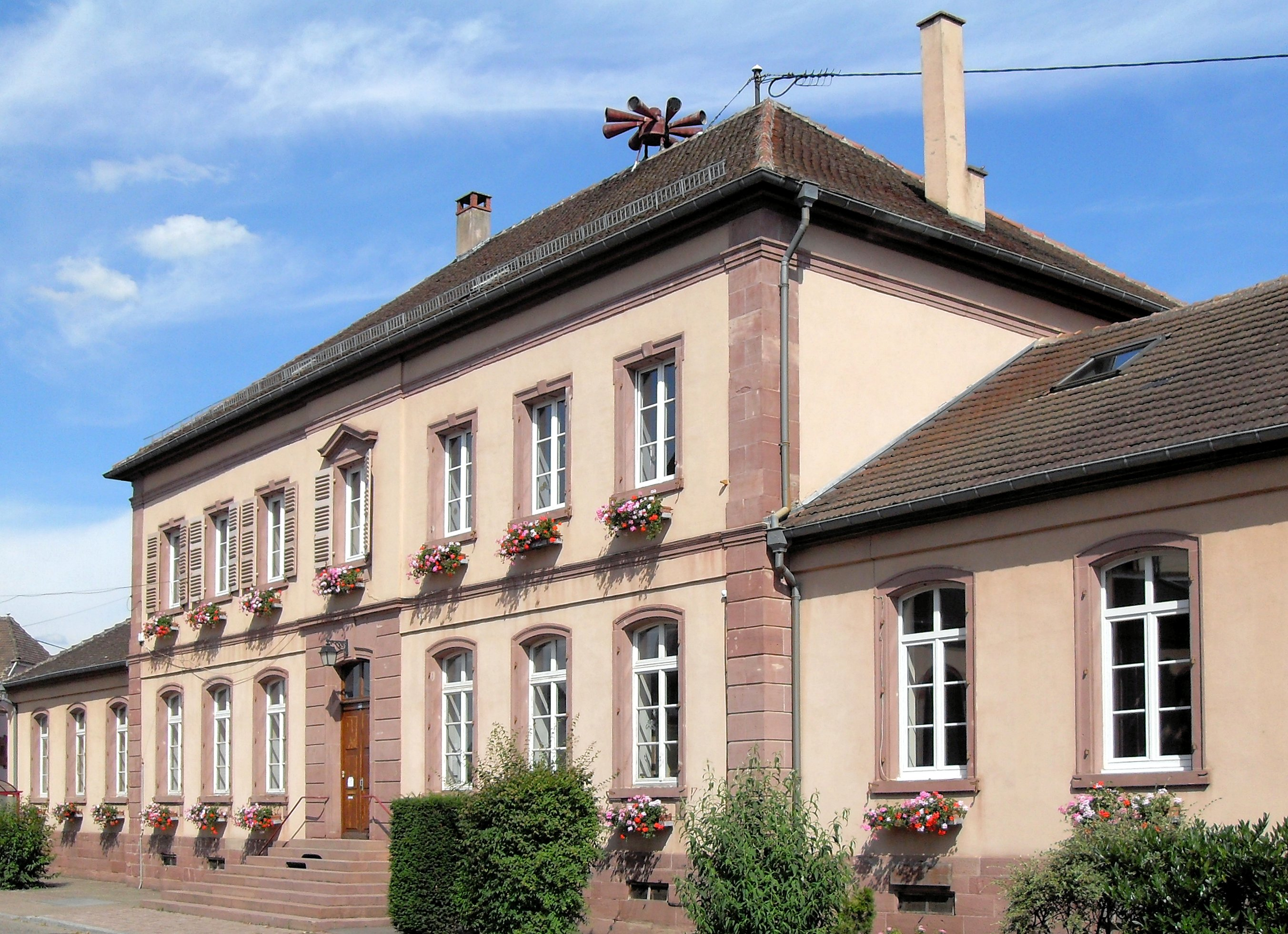
L'école.
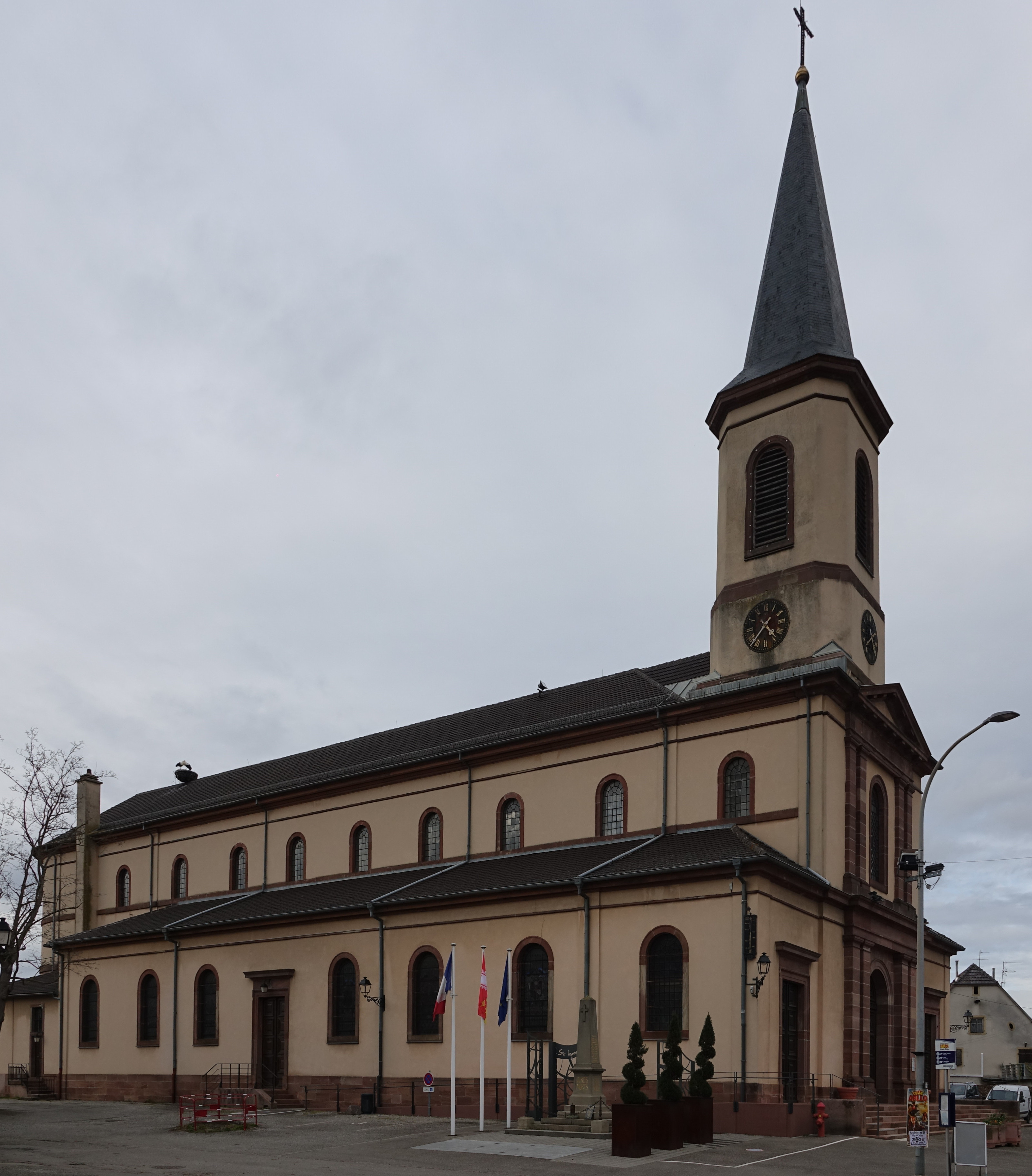
L'église Saint-Léger.
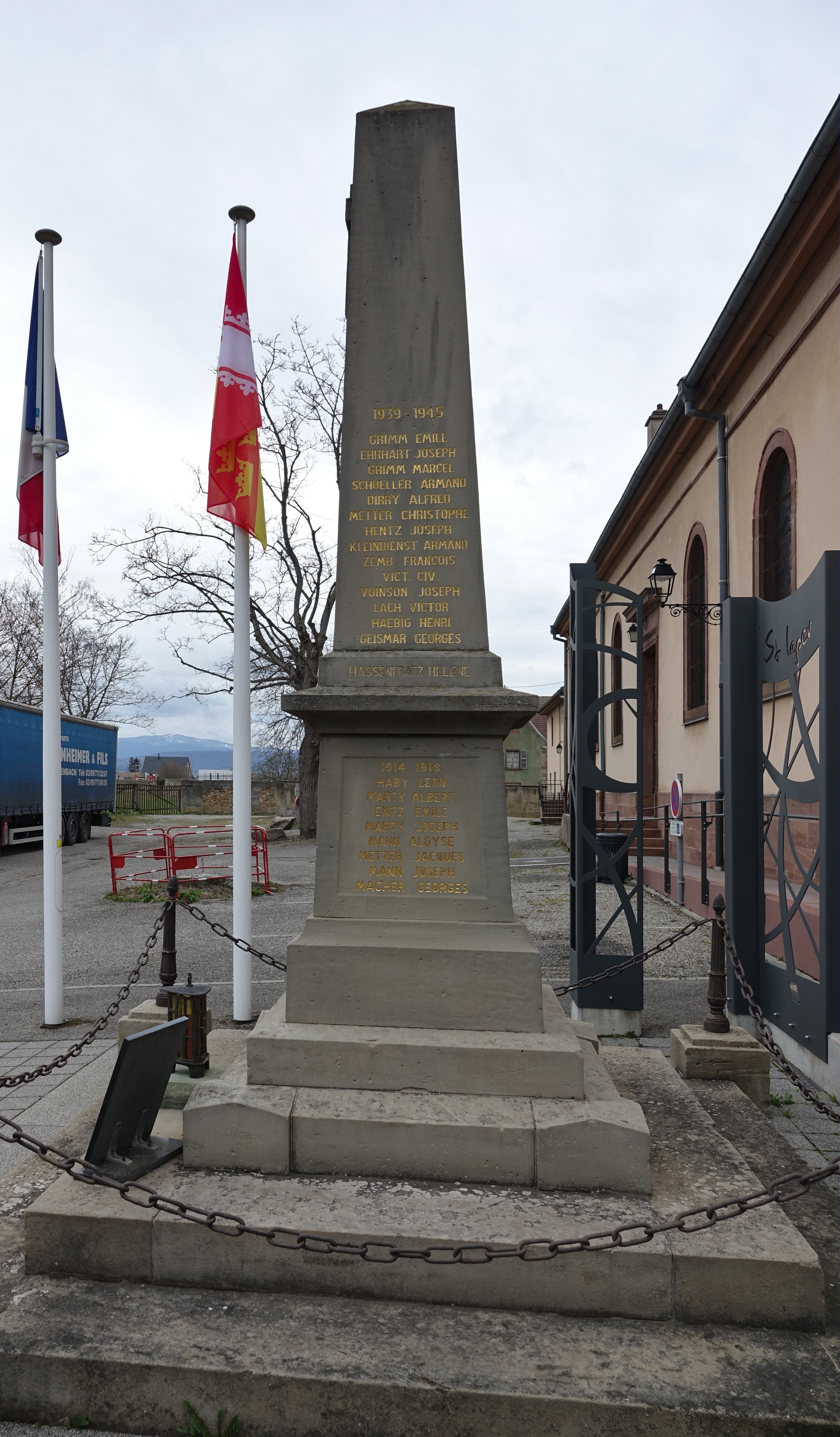
Le monument aux morts.

### Stèle géodésique

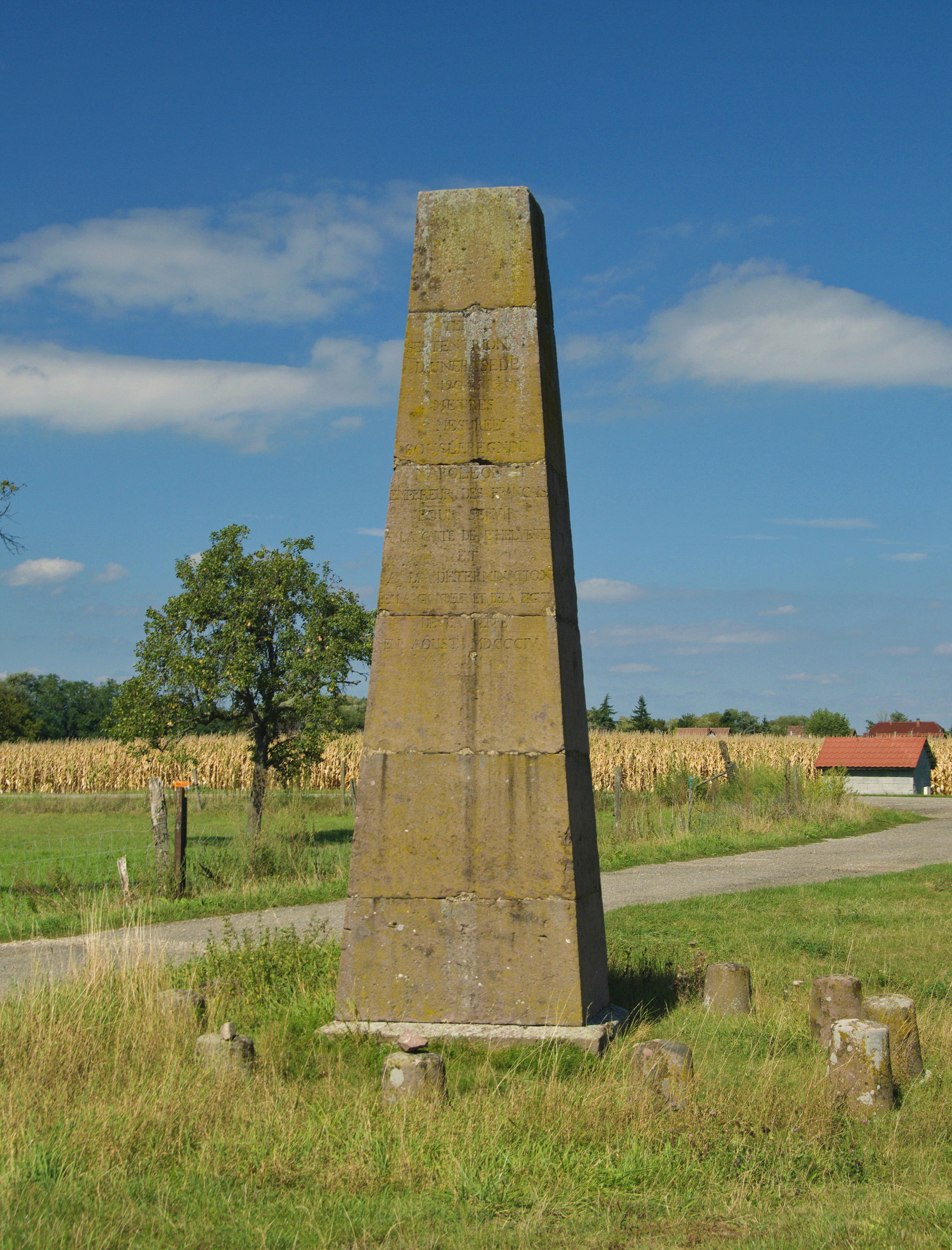
La stèle géodésique.